# Molen van Oberneuland
De Molen van Oberneuland (Duits: Oberneulander Mühle) is een molen in Oberneuland, een stadsdeel van de hanzestad Bremen. De molen staat sinds 1973 op de lijst van monumenten van de Vrije Hanzestad Bremen.

## Geschiedenis
Ooit stond op de plaats een 17e-eeuwse standerdmolen, die in 1840 ten prooi aan brand viel. De nieuwbouw van de achtkante bovenkruier volgde in 1848. Sinds 1953 valt de molen onder monumentenzorg. In 1964 werd de molen aan de stad Bremen overgedragen, waarna herstel volgde. In 1972 richtte het Focke-Museum er een molenafdeling in.

## Bouw
De molen betreft een molen van het type bovenkruier. De achthoekig onderbouw heeft drie verdiepingen met dragende hoeklisenen en is van stucwerk voorzien. Het achtkant is net als de kap met riet bedekt. Het kruien van de molen geschiedt met behulp van een windroos. De 22,5 meter lange wieken zijn voorzien van het jaloeziesysteem. De molen is geheel bedrijfsvaardig.

## Toerisme
De molen vormt een onderdeel van de Nedersaksische Molenroute (Duits: Niedersächsischen Mühlenstraße). Sinds 1972 is de gerestaureerde molen als buitenpost van het Bremer Landesmuseum für Kunst und Kulturgeschichte voor het publiek toegankelijk. Naast de molentechniek is in de molen de permanente tentoonstelling Van Koren tot Brood te bezichtigen.